# Château des ducs de La Trémoille
Le château des ducs de la Trémoille est situé à Thouars dans le département des Deux-Sèvres.
Stratégiquement placé sur un promontoire naturel dominant un méandre du Thouet, les dimensions du château en ont fait l'un des plus grands de France au moment de sa construction.

## Historique

### Les origines

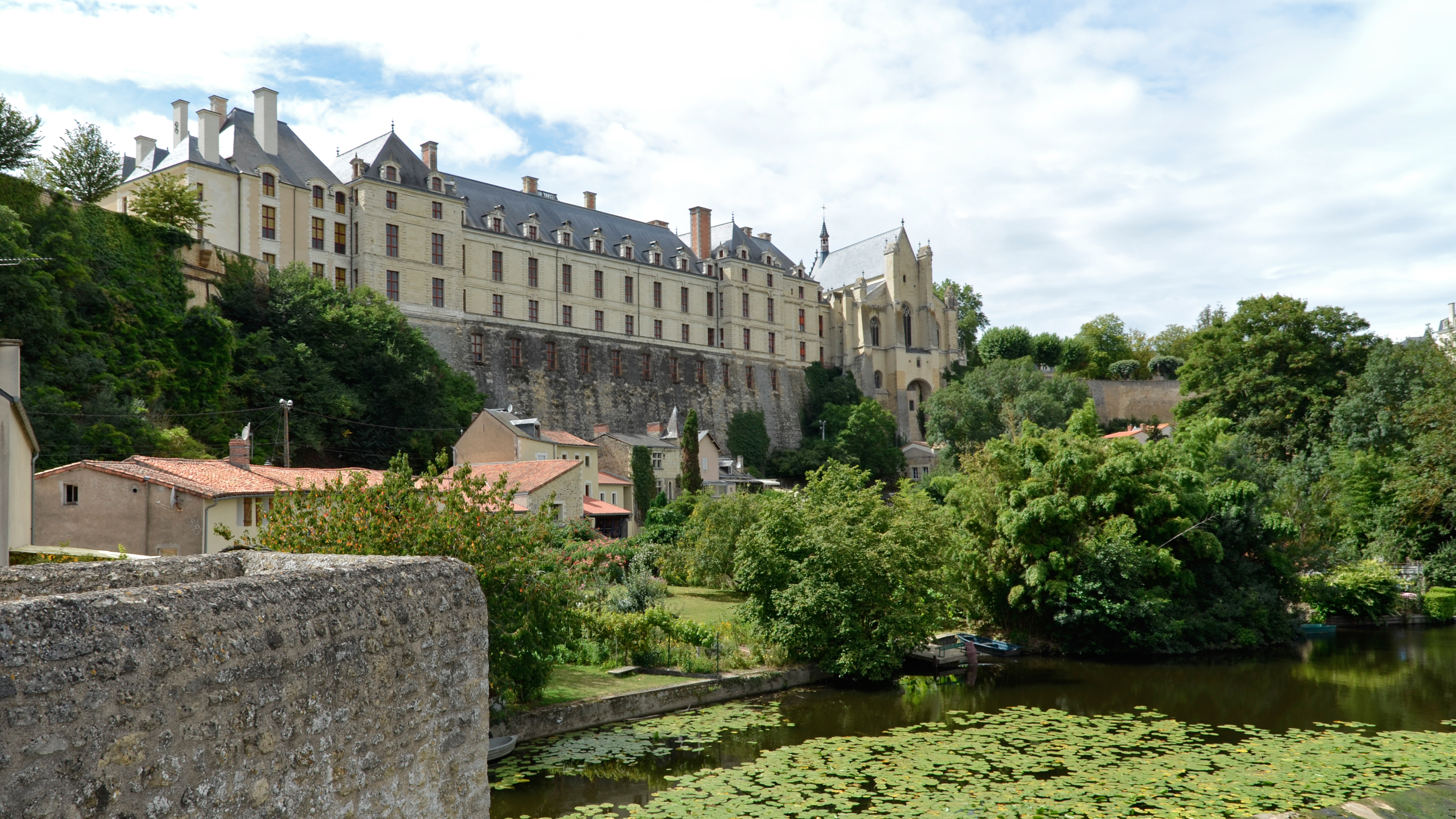
Le château et l'église, vus depuis la falaise.

À l'origine, le site était occupé par un premier fortin, rasé en 762 par Pépin le Bref. Un château fort le remplace au Moyen Âge, défendant l'importante place-forte qu'est Thouars durant la guerre de Cent Ans. Le château est en particulier repris par Bertrand du Guesclin en 1372.
Passée entre les mains de la famille d’Amboise, la vicomté de Thouars est rattachée au domaine royal, avant d'être restituée aux héritiers de la famille d'Amboise, les La Trémoille, par Louis XI. Cette importante famille de la noblesse française obtient du roi Charles IX l'érection de la vicomté en duché de Thouars, qui sera accompagné de la pairie de France sous Henri IV. Le duché demeure entre les mains de cette famille jusqu'à la Révolution.

### Le château des La Trémoille
Dans la première moitié du XVIIe siècle, Marie de La Tour d'Auvergne (1601-1665), épouse depuis 1619 d'Henri III de La Trémoille, duc de Thouars, ne supporte plus d'habiter ce château fort, froid et peu confortable. Elle menace même de quitter Thouars si rien n'est entrepris pour lui construire une demeure plus agréable.
À l'origine, le projet est relativement modeste : on commence par construire un petit pavillon adossé au vieux château (ce bâtiment, de plan trapézoïdal, existe toujours). Cependant, en 1638, l'architecte Jacques Lemercier conseille à la duchesse de ne rien conserver des anciens bâtiments. Elle décide alors de raser le vieil édifice médiéval et de réutiliser les matériaux pour bâtir une aile reliant le nouveau pavillon à la collégiale Notre-Dame. Avec une façade de plus de 110 mètres de long précédée d'une cour d'honneur entourée de galeries à portiques, le château de Thouars devient ainsi, à l'époque, l'un des plus importants en France.

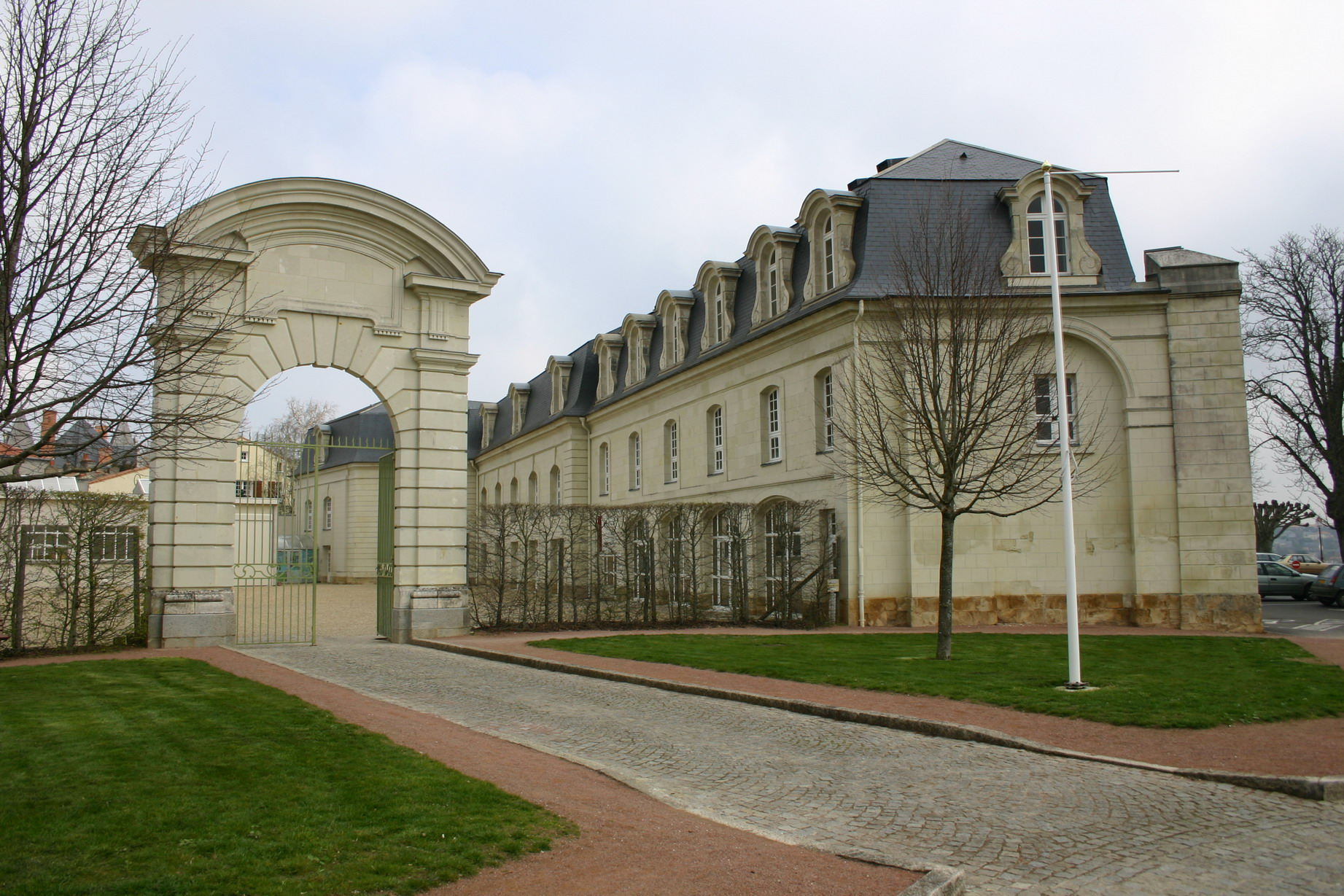
Écuries du château de Thouars.

Les écuries actuelles sont ajoutées en 1707, sur un plan de Robert de Cotte, élève de Jules Hardouin-Mansart. Elles remplacent les écuries élevées vers 1500, connues par quelques mentions dans les comptes, mais dont les travaux de sculpture de la grande porte, exécutés en 1515 par deux imagiers, laissent à penser que Louis II de la Trémoille et Gabrielle de Bourbon avaient conçu un bâtiment digne de leur rang vicomtal. Ces écuries avaient été bâties dans la basse-cour du château, à proximité de la chapelle qui jouxte le logis.
 

### De la Révolution à nos jours
Après avoir été pillé et saisi comme bien national pendant la Révolution, le château devient en 1797 le siège de la sous-préfecture et du tribunal de première instance.
En 1803, Napoléon l'offre au général de Vaubois, avant, en 1809, de l'offrir avec le titre de prince d’Essling au maréchal Masséna. Cependant, ni l'un, ni l'autre n'acceptent le domaine, en raison des charges d’entretien et de restaurations.
Le château est restitué au duc de La Trémoille en 1816, mais en 1833, sous la monarchie de Juillet, l'État vend le château pour 25 000 francs à la ville de Thouars. La municipalité y installe une caserne jusqu’en 1849, puis confie le domaine à une congrégation religieuse, qui y installe le collège Saint-Louis. En 1869, la famille des La Trémoille propose de racheter l'édifice, mais le conseil municipal refuse. 
Le château devient alors une prison : dès 1871, il sert à l'incarcération de nombreux communards parisiens, et cette vocation carcérale se poursuivra jusqu'en 1925. 
Le bâtiment principal accueille depuis les années 1930 le collège public Marie de La Tour d'Auvergne. Les écuries abritent quant à elles l'école municipale d'arts plastiques, le Centre régional « Résistance et Liberté » et le centre d'interprétation géologique du Thouarsais jusqu'en 2019. Des messes sont célébrées dans la collégiale (Fraternité Saint-Pie X). L'enceinte de la cour n'est aujourd'hui pas utilisée.

## Architecture

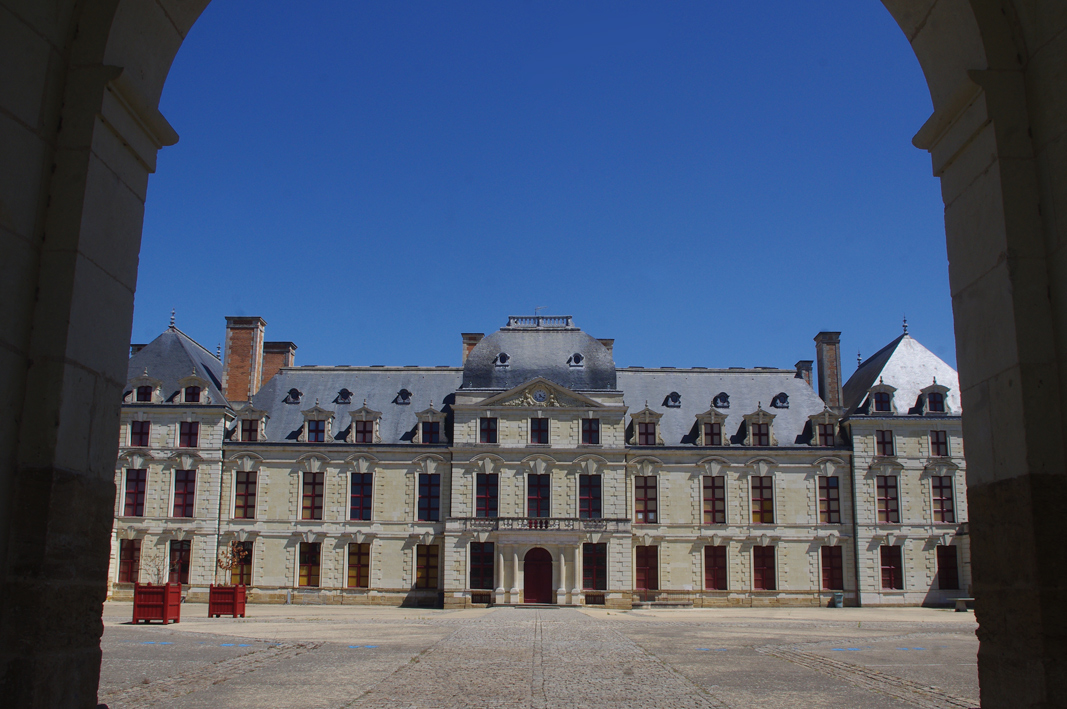
La façade, côté cour.

La façade, bien que dépourvue d'ornements, rappelle notamment celle de deux édifices aujourd'hui disparus, le château de Richelieu (également construit par Jacques Lemercier) et le palais des Tuileries : un pavillon central, surmonté d'un fronton à l'antique et d'un dôme, encadré par deux ailes symétriques desservant les appartements. Cette architecture de style Louis XIII, extrêmement sobre, peut être lue comme une volonté de la duchesse de Thouars, qui avait reçu une stricte éducation calviniste, de demeurer fidèle à une certaine rigueur protestante.
Le corps de logis central à un niveau et un étage de comble percé de lucarnes, est encadré de deux pavillons plus hauts d'un étage. Le pavillon sud, de plan trapézoïdal, est le plus ancien : il était à l'origine accolé à l'ancien château fort. Un dôme central abrite l’escalier dont la balustrade est en marbre de Laval.
Le logis est précédé d’une cour d’honneur entourée d’une galerie à portique faisant terrasse accessible par les appartements du premier étage. Une autre galerie rejoint la chapelle.		
Les soubassements sont en pierre dure locale, la « pierre de Vrines » ou grison, les murs en tuffeau, et les couvertures en ardoise.

## Chapelle du château (XVIesiècle)

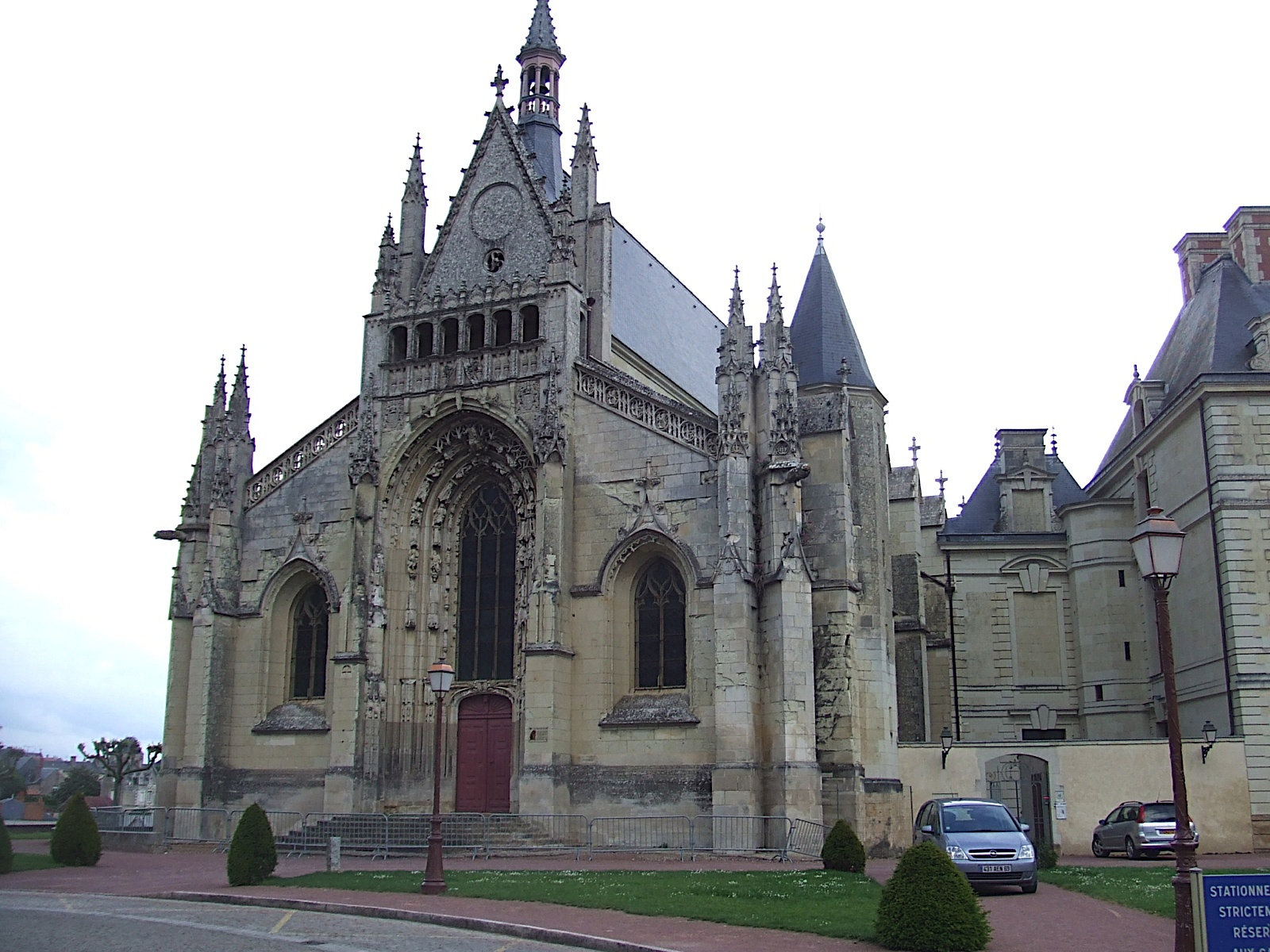
Chapelle du château.

La double chapelle du château des ducs de La Trémoille, fondée par Gabrielle de Bourbon (vers 1447-1516), princesse du sang, épouse de Louis II de la Trémoille (1460-1525) est initialement conçue pour abriter dans la chapelle basse la paroisse Notre-Dame dont l'église est en ruine. 
L'église est construite à partir de 1499. Les travaux de construction sont d'abord confiés à l'architecte Jean Chahureau, mais il meurt en 1504. Son successeur est André Amy en mai 1505. Les travaux sont suffisamment avancés en 1509 pour qu'un contrat soit passé à Pierre de l'Apostolle, vitrier de Champdeniers. André Amy réalise des travaux de sculpture et de ravalement dans la chapelle, en 1515. La chapelle est érigée en 1515 en collégiale par le pape Léon X,.

## Parc et jardins
Le jardin est détruit au XIXe siècle et il n'en reste que l'orangerie qui aurait servi de modèle à celle de Versailles. Un billet de Le Nôtre atteste qu'il a participé à leur création,.